# Hej, igazítsad jól a lábod
A Hej, igazítsad jól a lábod kezdetű magyar népdalt Kiss Lajos gyűjtötte Gomboson 1939-ben. Szövegét Bárdos Lajos állította össze erdélyi táncrigmusokból.
Feldolgozások:
| Szerző          | Mire                       | Mű                                 | Előadás     |
| --------------- | -------------------------- | ---------------------------------- | ----------- |
| Bárdos Lajos    | három szólamú kórus        | Hej, Igazítsad!                    | [ 1 ] [ 2 ] |
| Bárdos Lajos    | vegyeskar                  | Dana-dana                          | [ 3 ] [ 4 ] |
| Máriássy István | zongora vagy ének és gitár | Elindultam szép hazámból, 1. kotta |             |

## Kotta és dallam
1. Hej, igazítsad jól a lábod, tíz farsangja, hogy már járod, haj, dana, danadana dana dana danajdom.

2. Hej, ez a kislány, atyám fíjja, szereti az apám fíjja, haj, dana…

3. Hej, a szívemnek nagy a búja, te légy, rózsám orvoslója, haj, dana…

4. Hej, nem aludtam, csak egy szikrát, eltáncoltam az éjszakát, haj, dana…

5. Ne nézd, kislány, rongyos vagyok, kilenc gyermek apja vagyok, haj, dana…